# Josep Maria Ducamp Vilanova
Josep Maria Ducamp Vilanova   (Barcelona, 1937 - Barcelona, 15 de desembre de 2022) fou un periodista esportiu, jugador de futbol i entrenador català. Fou un referent del periodisme esportiu en futbol i en tenis.